# Henry Balfour Gardiner
Henry Balfour Gardiner (* 7. November 1877 in London; † 28. Juni 1950 in Salisbury) war ein englischer Komponist.

## Leben
Gardiner studierte am New College in Oxford und nahm davor und danach Kompositionsunterricht am Hoch’schen Konservatorium in Frankfurt (als Zugehöriger der sogenannten Frankfurt Group) bei Iwan Knorr. Danach lehrte er für kurze Zeit Musik am Winchester College, trat etwa ab 1904 als Komponist hervor, widmete sich der Sammlung englischer Volksmusik und setzte sich für zeitgenössische englische Komponisten ein (z. B. Vaughan Williams, Bax, Holst). Nach dem Ersten Weltkrieg zog er sich weitgehend aus dem öffentlichen Musikleben zurück. In seinen späteren Jahren widmete er sich auf seiner Farm in Dorset einem Aufforstungsprojekt.

## Werk
Gardiner hinterließ ein relativ schmales kompositorisches Œuvre (selbstkritisch vernichtete er viele seiner Werke). Erhalten blieben unter anderem eine Sinfonie, ein Streichquintett, ein Streichquartett sowie Chorwerke, Lieder und Klavierstücke. Das Orchesterstück Shepherds Fennel’s Dance war seinerzeit in England beliebt. Seine Evening Hymn ist ein romantisch-üppiges, harmonisch dichtes Werk und gilt als Klassiker des englischen Chorrepertoires. Sie wird bis heute regelmäßig als Anthem bei Abendgottesdiensten in anglikanischen Kirchen gesungen.

## Sonstiges
Henry Balfour Gardiner war älterer Bruder des Ägyptologen Alan Gardiner sowie Großonkel des englischen Dirigenten John Eliot Gardiner.

## Einzelnachweis
1. ↑  Stephen Lloyd: Gardiner, (Henry) Balfour (1877–1950), composer. In: Henry Colin Gray Matthew, Brian Harrison (Hrsg.): Oxford Dictionary of National Biography, from the earliest times to the year 2000 (ODNB).  Oxford University Press, Oxford 2004, ISBN 0-19-861411-X; doi:10.1093/ref:odnb/33324 (Lizenz erforderlich), Stand: 23. September 2004.

| Personendaten    | Personendaten           |
| ---------------- | ----------------------- |
| NAME             | Gardiner, Henry Balfour |
| KURZBESCHREIBUNG | englischer Komponist    |
| GEBURTSDATUM     | 7. November 1877        |
| GEBURTSORT       | London                  |
| STERBEDATUM      | 28. Juni 1950           |
| STERBEORT        | Salisbury               |